# 聖弗朗西斯科普拉扎
聖弗朗西斯科普拉扎（英語：San Francisco Plaza）是位於美國新墨西哥州卡特倫縣的非建制地區。

## 地理
聖弗朗西斯科普拉扎所處的海拔為高於海平面1745米（即5725英呎），而該地所採用的時區為UTC-7，即北美山地时区（MST）。同時該地設有夏令時間，為UTC-7調快一小時，即UTC-6（MDT）。